# هونتن
هونتن (به فرانسوی: Hunting, Moselle) یک کمون در فرانسه است. این کمون در شمال شرقی فرانسه واقع شده‌است.

## خصوصیات
هونتن ۳٫۷۸ کیلومترمربع مساحت و ۵۶۶ نفر جمعیت دارد و ۳۰۸ متر بالاتر از سطح دریا واقع شده‌است.